# 뷔스타이트

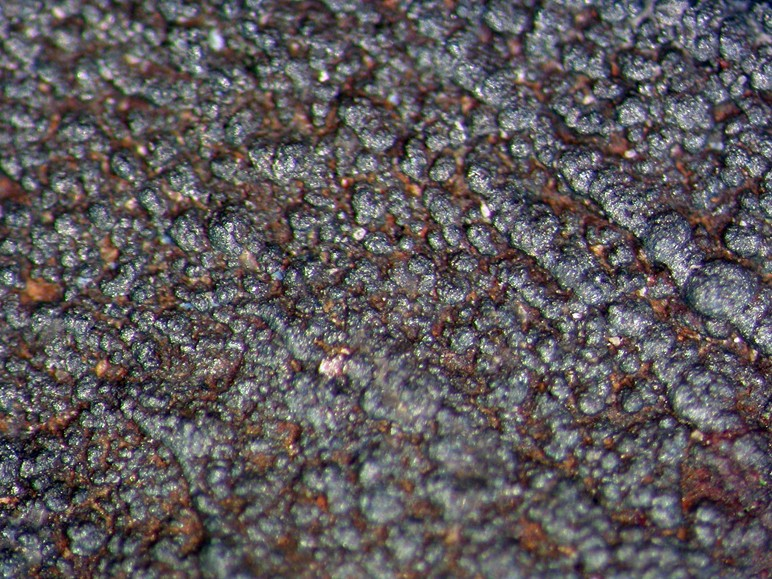

뷔스타이트(Wüstite)는 산화 철(II)의 광석이다. 뷔스타이트는 엷은 녹색을 띄는 회색을 띄고 있다. 뷔스타이트는 Fritz Wüst (1860–1938)에 의해 이름이 붙여졌다.